# Tomislav Čuljak
Tomislav Čuljak (Vinkovci, 25 maggio 1987) è un calciatore croato, difensore del Mladost Cerić.